# Mike Russell
Michael Russell, detto Mike (Buffalo, 26 giugno 1956), è un ex cestista statunitense, professionista in Italia.

## Carriera
Venne selezionato dai Kansas City Kings al terzo giro del Draft NBA 1978 (52ª scelta assoluta).